# Antimilos
Antimilos (řecky Αντίμηλος) je neobydlený řecký ostrov v souostroví Kyklady v Egejském moři. Nachází se 12 km severozápadně od Milu.

## Geografie
Rozloha ostrova je 8,00 km². Nejvyšší bod dosahuje nadmořské výšky 671 m. Ostrov má přibližně kruhový tvar. Ve čtvrtohorách byl aktivní sopkou.